# Henrik Tallinder
Henrik Tallinder (* 10. Januar 1979 in Stockholm) ist ein ehemaliger schwedischer Eishockeyspieler, der im Verlauf seiner aktiven Karriere zwischen 1996 und 2018 unter anderem 717 Spiele für die Buffalo Sabres und New Jersey Devils in der National Hockey League auf der Position des Verteidigers bestritten hat. Seinen größten Karriereerfolg feierte Tallinder im Trikot der schwedischen Nationalmannschaft mit dem Goldmedaillengewinn bei der Weltmeisterschaft 2013.

## Karriere
Henrik Tallinder stammt aus dem Nachwuchs des schwedischen Eishockeyvereins AIK Stockholm. In der Spielzeit 1996/97 konnte er sein Debüt in der ersten schwedischen Liga, der Elitserien, feiern, spielte aber ansonsten in der U20-Eliteliga. Am Ende der Spielzeit wurde er beim NHL Entry Draft an 48. Stelle durch die Buffalo Sabres ausgewählt. In der folgenden Saison gehörte er fest dem Profikader des AIK an, wurde aber auch für sechs Spiele an den zweitklassigen HC Piteå ausgeliehen. Bis 2000 spielte er für den AIK und etablierte sich als Defensivspezialist, der selten in den Punktestatistiken zu finden war. Einen Leistungssprung machte er mit seinem Wechsel zum finnischen Erstligaclub TPS Turku zur Spielzeit 2000/01. Er gewann die finnische Meisterschaft mit TPS und konnte eine sehr gute Plus/Minus-Statistik von +23 (Hauptrunde) bzw. +8 (Playoffs) erreichen.
Nach diesem erfolgreichen Jahr in Finnland holten ihn die Sabres in ihr Farmteam nach Rochester, das in der AHL spielt. In seinem Rookie-Jahr für die Amerks konnte er in 73 Spielen sechs Tore und 14 Assists erzielen. Am Ende der Saison wurde er für zwei Spiele in den Kader der Sabres berufen, so dass er am 12. April 2002 sein NHL-Debüt erlebte. Ab der folgenden Spielzeit gehörte er stets dem NHL-Kader der Sabres an. In seiner ersten Saison erzielte er sechs Tore und 14 Assists und erhielt die Nominierung für das YoungStars Game beim NHL All-Star Game.

### Suspendierung 2005
Während des Lockout in der Saison 2004/05 spielte Henrik Tallinder in seiner Heimat für Linköping HC in der Elitserien, für die er in 44 Spielen 16 Punkte erzielte und ein +30 in der Plus/Minus-Wertung erreichte.
Im Februar 2005 wurden Henrik Tallinder, Kristian Huselius und Andreas Lilja verdächtigt, eine 22-Jährige vergewaltigt zu haben. Als Beweismittel wurden Bilder einer Überwachungskamera genutzt, mit Hilfe derer die drei schwedischen Eishockeyspieler identifiziert wurden. Daraufhin wurden Huselius und Tallinder von Linköpings gekündigt, während Lilja von Mora IK suspendiert wurde. Außerdem wurden alle drei für ein Jahr von der schwedischen Nationalmannschaft ausgeschlossen.
Aufgrund mangelnder Beweise wurde im Juni 2005 die Anklage fallen gelassen, trotzdem wurde keiner der drei Spieler wieder in die Nationalmannschaft berufen, die im Februar 2006 in Turin olympisches Gold gewann.
Am Ende der Saison wechselte er in die schweizerische Nationalliga A zum SC Bern, für den er in zehn Playoff-Spielen auflief.

### Rückkehr in die NHL (2005–2014)
2005/06 kehrte er zu den Sabres zurück und spielte eine solide Hauptrunde. Er zog mit den Sabres bis in das Stanley-Cup-Halbfinale gegen die Carolina Hurricanes ein und erlitt im dritten Spiel der Serie einen Armbruch, so dass die Saison für ihn beendet war. Vor seiner Verletzung führte er die Plus/Minus-Wertung der NHL-Playoffs mit +14 an.
Im zehnten Spiel der folgenden Saison gegen die New York Islanders brach er sich wieder denselben Arm, so dass er 24 Spiele aussetzen musste. Am 1. Juli 2010 unterschrieb Tallinder einen Vierjahresvertrag bei den New Jersey Devils und verließ die Sabres somit nach neun Jahren Franchise-Zugehörigkeit.
Im Juli 2013 wurde der Schwede im Austausch für Riley Boychuk zu den Buffalo Sabres transferiert. Diese verlängerten seinen Vertrag im Anschluss an die Saison 2013/14 nicht, sodass er als Unrestricted Free Agent auf der Suche nach einem neuen Arbeitgeber war.

### Rückkehr nach Europa (2014–2018)
Im Dezember 2014 nahmen ihn die ZSC Lions aus der Schweizer National League A bis zum Ende der Saison 2014/15 unter Vertrag.
Nach Ablauf seines Vertrages in Zürich kehrte Tallinder zu TPS Turku zurück, wo er zuletzt 2001 gespielt hatte. Bei TPS gehörte er in den folgenden Jahren (als Verteidiger) stets zu den besten Scorern im Team. Nach der Saison 2017/18 beendete der Schwede seine Karriere.

### International
Tallinder vertrat sein Heimatland bei den Junioren-Weltmeisterschaften 1998 und 1999. Bei der Weltmeisterschaft 2013 in Stockholm und Helsinki war er erneut Teil der Nationalmannschaft und gewann mit dieser die Goldmedaille.

## Erfolge und Auszeichnungen
- 2001 Finnischer Meister mit TPS Turku
- 2003 Teilnahme am NHL YoungStars Game
- 2005 Beste Plus/Minus-Wertung der Elitserien
- 2017 All-Star-Team der Liiga

### International
- 1997 Silbermedaille bei der U18-Junioren-Europameisterschaft
- 2013 Goldmedaille bei der Weltmeisterschaft
- 2014 Silbermedaille bei den Olympischen Winterspielen

## Karrierestatistik

### International
Vertrat Schweden bei:
| - U18-Junioren-Europameisterschaft 1997 - U20-Junioren-Weltmeisterschaft 1998 - U20-Junioren-Weltmeisterschaft 1999 | - Olympischen Winterspielen 2010 - Weltmeisterschaft 2013 - Olympischen Winterspielen 2014 |

(Legende zur Spielerstatistik: Sp oder GP = absolvierte Spiele; T oder G = erzielte Tore; V oder A = erzielte Assists; Pkt oder Pts = erzielte Scorerpunkte; SM oder PIM = erhaltene Strafminuten; +/− = Plus/Minus-Bilanz; PP = erzielte Überzahltore; SH = erzielte Unterzahltore; GW = erzielte Siegtore; 1 Play-downs/Relegation; Kursiv: Statistik nicht vollständig)